# Colors (ラジオ番組)
『Colors』（カラーズ）は、2019年10月1日からエフエム長崎で放送されているラジオ番組。
週4日間の帯で放送されている夕方のワイド番組。基本的には毎週月曜 - 木曜 16:00 - 18:54（日本標準時）に放送されているが、終了時刻が18:55となっていた時期もある。また2024年4月からは、18:49 - 18:54にミニ番組『とどける県ながさき』が編成された関係で18:49までの放送となっている。
レギュラー放送開始1日前の2019年9月30日には、スペシャル・プレ・プログラムとして『Colorsゼロ』が放送された。

## スタジオ
前身番組の『G.Radio ℃』や『Spicy voxx』と同様に、アミュプラザ長崎1階のかもめ広場に設けられているKAMOMEスタジオからの公開生放送を行っている。
ただし何らかの理由で公開生放送をできない日には、エフエム長崎本社第1スタジオからの通常生放送に切り替えられる。特に、2020年春に新型コロナウイルス感染症の緊急事態宣言が出されてからは1か月近くにわたって、そしてKAMOMEスタジオ自体が一時閉鎖されることになった2021年夏からは2年以上にわたって公開生放送を取りやめていた。
公開生放送の長期休止事例
- 1度目：2020年4月20日[1] - 5月14日[8]
- 2度目：2021年7月19日[9] - 2023年10月31日[10]

## パーソナリティ
月曜
- 古本史子（2019年10月[3] - ）

火曜
- 野上唯子（2019年10月[3] - ）

水曜・木曜
- 平川歩美（2019年10月[3] - ） - 下記の木曜担当者が全員番組を卒業するまでは水曜のみを担当していた[11]。

木曜
- 芳野裕美（2019年10月[3] - 2020年3月[12]） - 三井とのコンビで出演。
- 三井雄司（2019年10月[3] - 2020年3月[12]） - 芳野とのコンビで出演。
- 吉原ゆかり（2020年4月[13] - 2021年9月[14]）